# Is It Just Me?
Is It Just Me? (tj. To jenom já?) je americký hraný film z roku 2010, který režíroval J. C. Calciano podle vlastního scénáře. Film popisuje osudy mladíka, který se snaží najít si partnera.

## Děj
Blaine bydlí v Los Angeles a přál by si najít si stálého partnera, je však frustrován z povrchních vztahů, jaké má jeho spolubydlící Cameron, který pracuje jako go-go tanečník v gay baru. Blaine se jednoho dne seznámí přes internet s Xanderem. Po večerech spolu tráví dlouhé hodiny na chatu a po telefonu. Teprve po několika dnech Blaine zjistí, že se přihlašuje pod profilem svého spolubydlícího. Na prvním rande proto přemluví Camerona, aby se za něho vydával. Po sérii několika nedorozumění se ukáže, že Xander si více rozumí s Blainem.

## Obsazení
| Nicholas Downs   | Blaine   |
| David Loren      | Xander   |
| Adam Huss        | Cameron  |
| Michelle Laurent | Michelle |
| Bob Rumnock      | Bob      |
| Bruce Gray       | Ernie    |